# Hostage Rescue Team
Das Hostage Rescue Team (HRT; deutsch Geiselrettungsgruppe) ist eine Spezialeinheit der US-Bundesermittlungsbehörde FBI, die auf Antiterrorkampf ausgerichtet ist.

## Organisation und Auftrag

FBI-Siegel

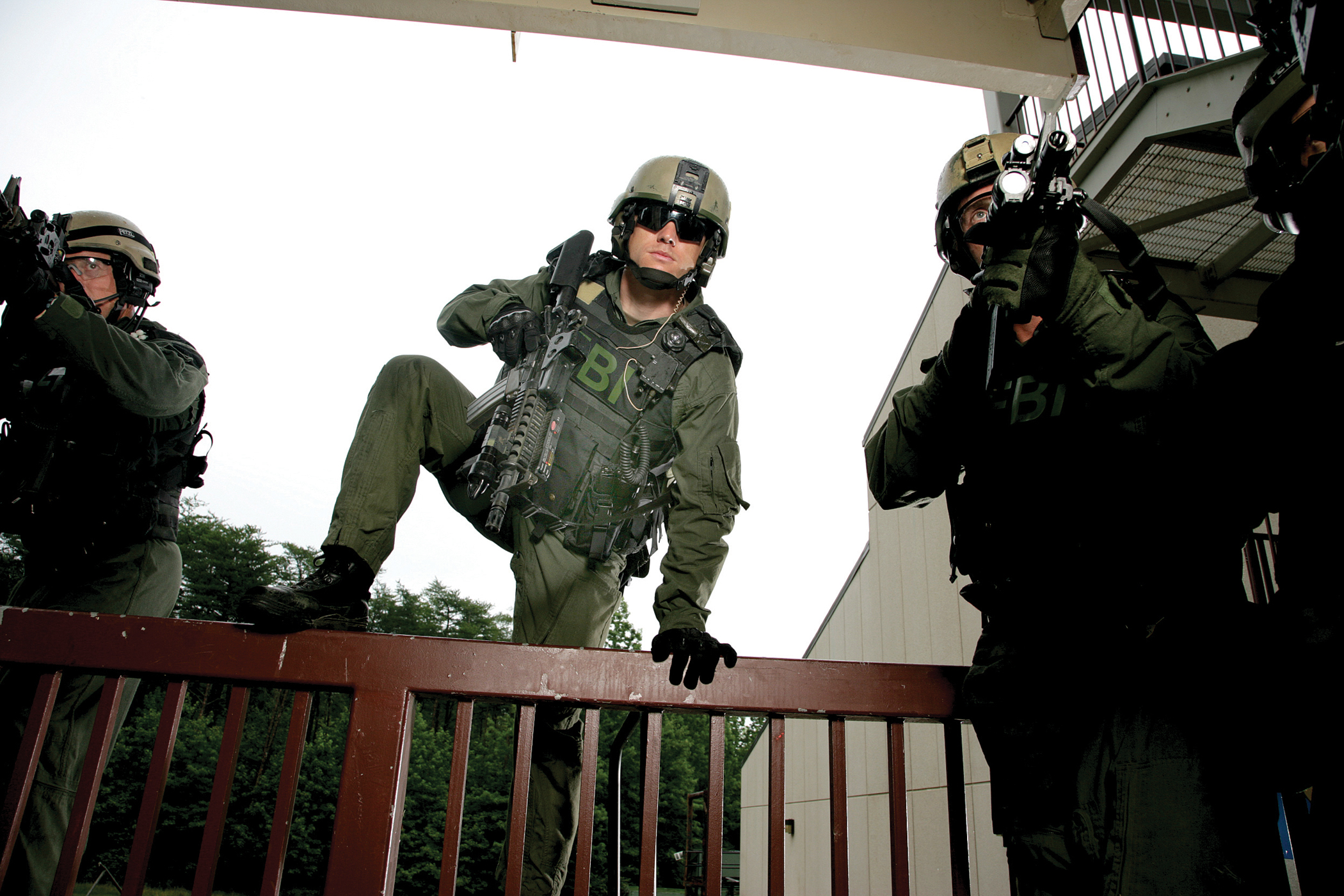
Operators des Hostage Rescue Team

Die Einheit wurde 1983 unter dem Eindruck der Geiselnahme bei den Olympischen Spielen 1972 als ein Vollzeit-SWAT gegründet, um eine landesweit einsetzbare Antiterroreinheit zu etablieren und auf eventuell ähnliche Terrorakte bei den Olympischen Sommerspielen 1984 in Los Angeles reagieren zu können. Wegen des „Posse Comitatus Act“, einem US-Gesetz, das den Einsatz von Militär im Inland verbietet, konnte die Delta Force, die Antiterror-Spezialeinheit der US Army nach Intervention des Justizministeriums nicht mehr in den USA eingesetzt werden, weswegen eine entsprechende zivile Komponente geschaffen werden musste.
Dabei wurde die FBI-Einheit bei der Ausbildung im Antiterrorkampf und Geiselbefreiung maßgeblich durch Mitglieder der Delta Force unterstützt, mit der sie auch sowohl im HRT-Übungsgelände nahe der FBI-Ausbildungsakademie bei Quantico, als auch in Fort Bragg, NC regelmäßig gemeinsame Übungen abhält.
Ursprünglich aus 50 Freiwilligen bestehend, wurde die Truppe mittlerweile auf rund 100 Aktive aufgestockt.
1994 wurde das HRT der neu eingerichteten Critical Incident Response Group unterstellt, der zentralen Krisen-Interventions-Abteilung des FBI.
Die Aufgaben umfassen vor allem die Terrorismusbekämpfung und Geiselbefreiung im Inland der USA, aber auch im Ausland. So ist diese Einheit technisch noch am ehesten mit der deutschen GSG9 oder dem österreichischen EKO Cobra vergleichbar. Im Alarm-Fall ist das HRT innerhalb von vier Stunden landesweit verlegbar.
Kritisiert werden die engen Verbindungen des Hostage Rescue Teams zu militärischen Spezialeinheiten. So finden nicht nur gemeinsame Trainings mit z. B. der Delta Force statt. Vielmehr nehmen regelmäßig Agenten des HRT bei Einsätzen unter der Führung des United States Joint Special Operations Command im Ausland teil, u. a. in den Kriegen in Afghanistan und im Irak oder beim Kampf gegen die Piraterie vor der Küste Somalias.
Das Motto des HRT lautet Servare Vitas (um Leben zu retten).

## Einsätze
Das HRT hatte Einsätze in Ruby Ridge (Idaho) und in Waco (Texas, siehe Branch Davidians#Die Belagerung).
Mitglieder des HRT stürmten am 4. Februar 2013 das Anwesen eines 65-jährigen Rentners, nachdem dieser einen Schulbus überfallen, den Busfahrer getötet, ein Kind als Geisel genommen und sich in seinem Privatbunker verschanzt hatte. Dabei wurde der Geiselnehmer erschossen. Siehe Geiselnahme von Midland City.
Seit seiner Gründung hatte das HRT insgesamt mehr als 850 Einsätze.
Nach dem 11. September wurde das HRT innerhalb von drei Jahren 159 Mal eingesetzt, davon lagen 62 Prozent der Einsätze im Bereich der Terrorismusabwehr. Außerdem wurde das HRT bei Such- und Rettungsaktionen nach den Hurrikanen Kathrina und Rita eingesetzt.

## Gebäude
Im Jahr 2006 beantragte das FBI vor dem US-Senat 11,9 Millionen US-Dollar für den Ausbau der dem HRT zur Verfügung stehenden Gebäude auf dem FBI-Academy-Komplex in Quantico, Virginia. Diese waren ursprünglich für rund 50 Personen ausgelegt, das HRT zählt derzeit jedoch über 200 Mitglieder.